# Rapport sur la richesse mondiale

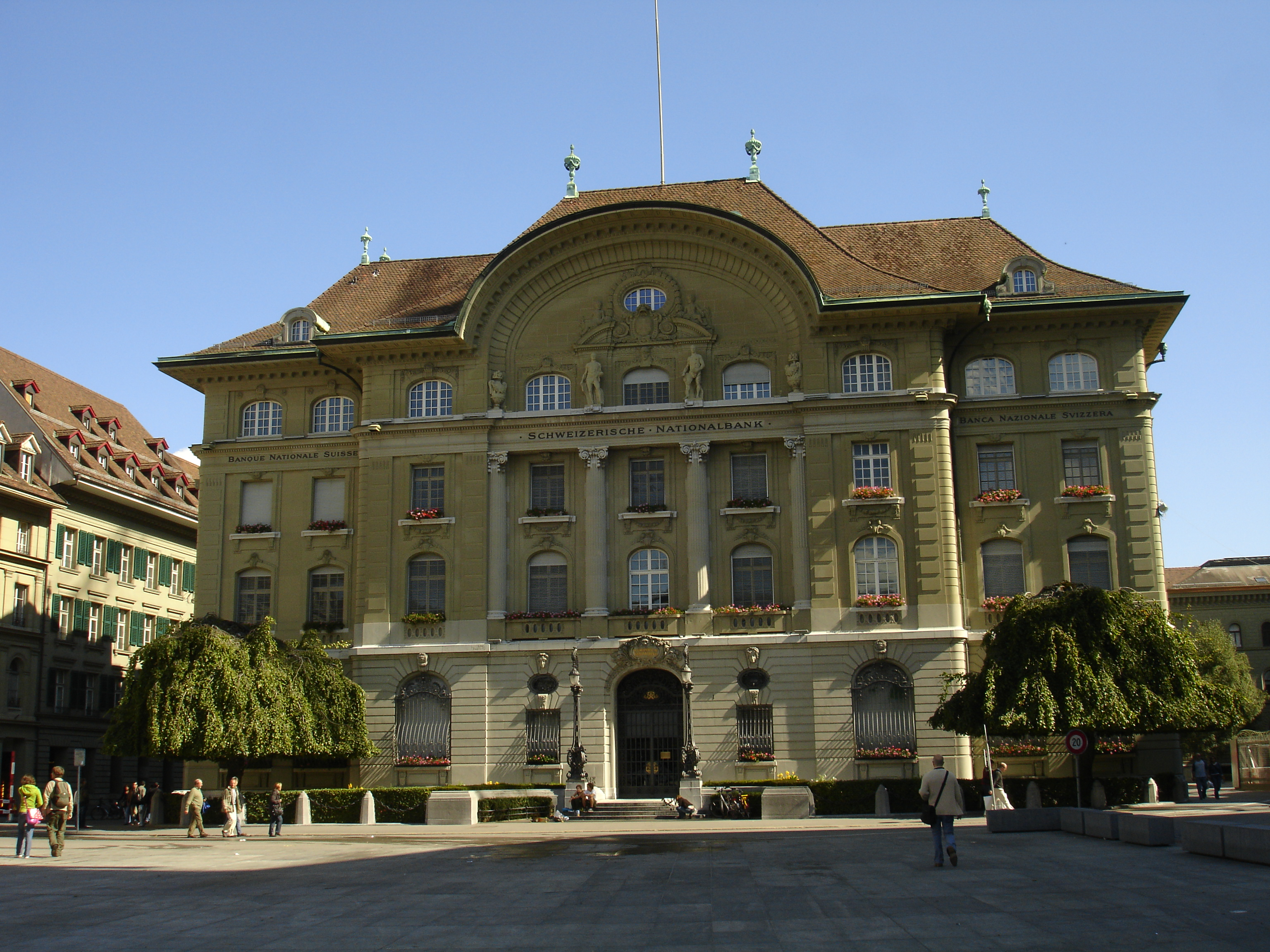
Berne Banque nationale suisse

Un rapport sur la richesse mondiale s’intéresse aux détenteurs de grandes fortunes dans le monde (en anglais, high net worth individual), et à leur place sur le marché économique mondial. De telles études sont éditées par des banques privées, ou encore des SSII.
Ces banques utilisent ces rapports comme base de travail.

## Différentes études

### World Wealth Report
Capgemini et Merrill Lynch Global Wealth Management ont édité chaque année le World Wealth Report entre 1997 et 2011.
Le rapport 2012 a été édité par Capgemini et Royal Bank of Canada (RBC).

#### Contenu
Le rapport 2012 estime qu'il existe 63 000 millionnaires disposant de plus de 100 millions d'actifs dans le monde ; il projette une augmentation de 37 % de leur nombre d'ici 2016 (p. 8).

#### Méthodologie
Cette étude se base sur le Patrimoine net de l'individu, en excluant la résidence principale, les objets de collection, les consommables et les biens de consommation durable.
Elle considère qu'un Ultra-HNWI possède au moins un patrimoine de 30 millions USD.
Elle utilise notamment la courbe de Lorenz.
Le modèle couvre actuellement 71 pays représentant plus de 98 % du revenu national brut et 99 % du marché boursier mondial.

#### Publications
- World Wealth Report 2007
- World Wealth Report 2008
- World Wealth Report 2009
- Asia_Pacific Wealth Report 2009
- World Wealth Report 2010
- World Wealth Report 2011
- Rapport sur la richesse dans le monde en 2012
- World Wealth Report 2015

### Global Wealth Reportdu Crédit suisse
le Crédit suisse Research Institute édite chaque année un Global Wealth Report depuis 2010,.

#### Contenu
Il contient notamment la « pyramide de la richesse mondiale », mettant en évidence les inégalités de richesse dans le monde. Elle ne concerne que la population adulte en âge de travailler[réf. souhaitée].
En 2011, le rapport estimait à 29,7 millions le nombre de millionnaires en dollars dans le monde et que 29 000 d'entre elles disposaient d'un patrimoine de plus de 100 millions USD (voir pyramide page 4). Force est de souligner que la France totalise à elle seule 2.6 millions de millionnaires en USD, soit presque 9 % du total mondial (page 44).

#### Méthodologie
Cette étude se base sur le patrimoine net de l'individu adulte. Des précisions sur la méthodologie sont apportés dans le Global Wealth Databook.
Elle considère qu'un Ultra-HNWI possède au moins un patrimoine de 50 millions USD.

#### Publications
- « Credit suisse Global Wealth Report 2010 »(Archive.org • Wikiwix • Archive.is • Google • Que faire ?)
- « Credit suisse Global Wealth Report 2011 »(Archive.org • Wikiwix • Archive.is • Google • Que faire ?)
- Credit suisse Global Wealth Report 2012
- Credit suisse Global Wealth Report 2013
- Credit suisse Global Wealth Report 2014
- Credit suisse Global Wealth Report 2015

### Global Wealth Reportde Allianz
Allianz édite chaque année un Global Wealth Report depuis 2010.

#### Publications
- Allianz Global Wealth Report 2010
- Allianz Global Wealth Report 2011

### Global Wealth
Le Boston Consulting Group édite chaque année le global wealth depuis 2010.

#### Publications
- Boston Consulting Group Global Wealth 2010
- Boston Consulting Group Global Wealth 2011

### World Distribution of Household Wealth
L'institut mondial de recherche sur l’économie du développement de l’université des Nations unies a publié en 2008 une étude appelée The World Distribution of Household Wealth.

#### Publications
- The World Distribution of Household Wealth

### Wealth Report
La Citi Private Bank et le Knight Frank éditent chaque année le Wealth report depuis 2010.

#### Publications
- The Wealth Report 2010
- The Wealth report 2011
- the Wealth Report 2012

## Notions

### High net worth individual
Cette notion définit trois seuils de richesse pour les personnes qui font l'objet de l'étude (la résidence principale n'est pas prise en compte) :
- Un high net worth individual, ou HNWI, littéralement un « individu ayant un patrimoine net important », est défini comme une personne possédant un patrimoine net compris entre 1 et 5 millions de dollars[2].

- Un Very High net worth individual, ou V-HNWI est un individu ayant un patrimoine net compris entre 6 et 20 millions de dollars.

- Un ultra high net worth individual, ou U-HNWI est un individu ayant un patrimoine net supérieur à 20 millions de dollars (30 millions de $ pour certaines études).